# 維拉乳突天竺鯛
維拉乳突天竺鯛（学名：Fowleria vaiulae），又名大面側仔、大目側仔，为輻鰭魚綱鈎頭魚目天竺鯛科乳突天竺鯛屬下的一个种，分布於印度太平洋區，包括紅海、模里西斯到萊恩群島、東加，北至菲律賓, 南至澳洲北部與新喀里多尼亞海域，深度3至25公尺，本魚體延長，呈長橢圓形且側扁，頭大、眼大、口大且斜裂，前鰓蓋骨邊緣具鋸齒，鰓蓋骨後緣棘不發達，體被弱櫛鱗，側線不完全，背鰭2個、尾鰭圓形，體色褐色，體側具6-8條淡色橫帶，魚鰭具多紅褐色斑點組成的細紋，背鰭硬棘8枚、背鰭軟條9枚、臀鰭硬棘2枚、臀鰭軟條8枚，體長可達5公分，棲息在珊瑚礁區，夜間活動，肉食性，以浮游生物為食，繁殖期時，雄魚具有口孵習性，卵約7日化成仔魚，由雄魚吐出，具短暫的仔魚飄浮期，生活習性不明。